# Plantagenêt Eleonóra kasztíliai királyné
Plantagenêt Eleonóra aragóniai királyné (Domfront, 1162. október 13. – Burgos, 1214. október 31.) 
II. Henrik angol király és Aquitániai Eleonóra királyné második leányaként és hatodik gyermekeként. 1174-ben hozzáadták a hat évvel idősebb VIII. Alfonz királyhoz, Burgosban. Már négy éve jegyesek voltak. A frigy egy diplomáciai szövetség keretében jött létre, mely során Alfonz biztosította leendő anyósát arról, hogy seregével megvédi majd annak aquitániai birtokait, cserébe pedig az angolok szintén katonai segítséget küldenek az aragón uralkodónak a VI. Sancho navarrai királlyal folytatott harcai során. Az ifjú hercegnő Gascony tartományát hozta magával hozományként a házasságba. 1205-től Alfonz már a saját jogon szerzett birtokaként kezelte Gascony-t, holott az a felesége családi öröksége volt. Évtizedekkel később még a dédunokájuk, X. Alfonz is a magáénak tudhatta azt a rendkívül értékes területet.
Eleonóra anyai nagyszülei:
- X. Vilmos aquitániai herceg és Aenor de Châtellerault vikomtnő

Eleonóra apai nagyszülei:
- V. Gottfried, Anjou grófja és Matilda angol királyi hercegnő (I. Henrik király leánya)

40 évig éltek házasságban férjével. Ez idő alatt összesen 12 közös gyermekük jött világra, 5 fiú és 7 leány.
- Berengária (1180. január 1. – 1246. november 8.), ő 1188. április 23-án hozzáment a nála 7 évvel idősebb II. Konrád sváb herceghez, Barbarossa Frigyes német-római császár ötödik fiához, ám ezt a frigyet különféle okok miatt érvénytelenítették 1191-ben. 1197. december 16-án feleségül ment a 26 éves IX. Alfonz leóni királyhoz, akitől öt gyermeke született, három lánya (Eleonóra, Konstancia, Berengária) és két fia (Ferdinánd és Alfonz).
- Száncsó (1181. április 5 – 1181. július 26.)
- Száncsá (1182. március 20 – 1185. október 16.)
- Henrik (1182 – 1184 január előtt)
- Ferdinánd (1184 január előtt – 1184)
- Urraca (1187. május 28. – 1220. november 3.), ő 1206-ban nőül ment a nála két évvel idősebb II. Alfonz portugál királyhoz, akinek öt gyermeket szült, négy fiút (Száncsó, Alfonz, Ferdinánd és Vince) és egy leányt (Eleonóra). 1217-től 1220-ig ő volt a királyság uralkodója, oldalán férjével.
- Blanka (1188. március 4. – 1252. november 27.), ő 1200. május 23-án hozzáment a 12 esztendős leendő VIII. Lajos francia királyhoz, akitől 13 gyermeke született, két lánya (Blanka és Izabella) és 10 fia (Fülöp, Alfonz, János, Lajos, Róbert, Philip, John, Alphonse, Fülöp Dagobert, Etienne és Károly).
- Ferdinand (1189. szeptember 29. – 1211. október 14.), ő fiatalon, egy betegség következtében hunyt el.
- Mafalda (1191–1211), ő 1204-től jegyben járt Leóni Ferdinánd infánssal, nővére, Berengária mostohafiával, ám egy betegségben elhunyt.
- Eleonóra (1200–1244), ő 1221. február 6-án nőül ment a nála nyolc évvel fiatalabb I. Jakab aragón királyhoz, akinek egy fiút szült, Alfonzt. Frigyük válással végződött 1229-ben.
- Konstancia (1202–1243), ő egy cisztercita kolostorban lett apáca 15 éves korában.
- Henrik (1204. április 14. – 1217. június 6.), 1214-től, apja halála után ő lett a következő uralkodó, előbb anyja, aztán nővére, Urraca gyámsága alatt, ám egy tragikus baleset következtében életét vesztette. Halála után Urraca királynő lett.

Eleonóra királyné 1214. október 5-én megözvegyült, és beteg lett, majd 26 nappal férje halála után, Burgosban ő is elhunyt. 52 évet élt. A santa maria la real de huelgas-i apátságban helyezték végső nyugalomra.

## Származása
Két féltestvére és hét édestestvére volt:
Anyja előző házasságából két lánytestvére származott, Mária hercegnő és Alíz hercegnő. Mária 1145-ben, Alíz pedig 1150-ben született, VII. Lajos francia királytól. Mária I. Henrik champagne-i gróf hitvese lett, Alíz pedig V. Theobald blois-i gróf neje volt.
Édestestvérei voltak:
Vilmos (az angol trón várományosa, ám ő sajnos csak két évet élt), Henrik (apja társuralkodója, aki Capet Margit francia királyi hercegnőt vette el, ám a herceg mindössze 28 évet élt, egyetlen fiuk pedig csupán három napot), Matilda (aki Oroszlán Henrik szász herceg neje volt, s akinek nyolc örököst szült), Richárd (apja halála után Anglia következő uralkodója, s nőül vette Navarrai Berengária királyi hercegnőt, ám gyermekük nem lett, s I. Richárd mindössze 41 évet élt), Geoffrey (Bretagne hercege, aki elvette Penthiévre Konstancia hercegnőt, aki három gyermeket szült neki, két leányt és egy fiút, ám Geoffrey csak 27 évet élt), Johanna (ő előbb II. Vilmos szicíliai király hitvese lett, ám tőle nem született utóda, aztán pedig VI. Rajmund toulouse-i gróf neje volt, akitől három fia és egy lánya született) és János (Fivére, I. Richárd halála után ő lett Anglia királya, s előbb elvette Gloucester-i Izabella grófnőt, ám frigyüket érvénytelenítették, amiből nem származott gyermek, utána pedig Angouléme-i Izabella grófnőt vette el, aki két fiút és három lányt szült férjének).